# Троїцьке (Гаринський міський округ)
Тро́їцьке (рос. Троицкое) — присілок у складі Гаринського міського округу Свердловської області.
Населення — 2 особи (2010, 0 у 2002).